# Литературно-мемориальный музей Ярослава Гашека
Литературно-мемориальный музей Ярослава Гашека — дом-музей в городе Бугульме, в котором в 1918 году жил и работал помощником коменданта города чешский писатель Ярослав Гашек, автор романа «Похождения бравого солдата Швейка». Во дворе музея установлен памятник писателю, а на перроне вокзала Бугульмы в 2011 году была установлена бронзовая скульптура «Бравый солдат Швейк».
Один из двух музеев Гашека в мире (второй — в Чехии). Здание музея — единственный в Бугульме Объект культурного наследия федерального значения.

## Гашек в Бугульме
Дом, в котором расположен музей, был построен как жилой в конце XIX века купцом Нижерадзе; в 1918 году в нём размещалась военная комендатура.
Ярослав Гашек (1883—1923) — чешский писатель-сатирик, в 1918 году был комиссаром Красной Армии. В октябре 1918 год Гашек был направлен политическим отделом Реввоенсовета 5-й Армии Восточного фронта в Бугульму и назначен помощником военного коменданта города Ивана Дмитриевича Широкова политкомиссара красного посадского отряда из крестьян-добровольцев.
В город Гашек прибыл 15 октября 1918 года, его начальник всё время проводил на передовой, а «на хозяйстве» в городе оставался Гашек. Уехал он через 2,5 месяца под Новый год в Уфу, где с января 1919 года стал заведующим типографией газеты «Наш путь» политотдела фронта.
Бугульминский период нашёл отражение в «Бугульминских рассказах» писателя.

## Экспозиция и фонды
Здание использовалось для размещения различных организаций, и 15 января 1966 года в нём был открыт музей.
Экспозиция включает три зала и мемориальную комнату. В музее представлены документы, фотографии, сборники рассказов и собрания сочинений писателя на разных языках, а также сувениры, связанные с именем писателя и его литературного героя — бравого солдата Швейка. Часть экспозиции повествует об истории возникновения замысла «Бугульминских рассказов».